# Echo Films
Echo Films est une société de production de cinéma américaine fondée en Avril 2008 par Jennifer Aniston et Kristin Hahn. C'est la seconde société de production créée par Aniston qui est déjà la cofondatrice de Plan B Entertainment, créée en 2002, dont elle vend ses parts à Brad Pitt à la suite de leur divorce.

## Cinema
- 2009 : Love Manager de Stephen Belber[2]
- 2010 : Une famille très moderne de Josh Gordon & Will Speck[3]
- 2013 : Life of Crime de Daniel Schechter[4]
- 2014 : Cake de Daniel Barnz[5]
- 2017 : The Yellow Birds d'Alexandre Moors[6]
- 2018 : Dumplin' d'Anne Fletcher[7]

### En développement
- The Goree Girls, réalisé par Mimi Leder, écrit par John Lee Hancock et Margaret Nagle, avec Ellen Pompeo, Sandra Oh, Jennette McCurdy, Kelly Rowland, Melissa DiMarco, Jimmy Bennett, Laura Breckenridge, Cristine Rose[8],[9]
- Significant Other, réalisé par Jason Bateman, écrit par Andrea Seigel, avec Jennifer Aniston et Jason Bateman[10],[11],[12]
- First Ladies, écrit par Tig Notaro et Stephanie Allynne, avec Jennifer Aniston et Tig Notaro[13],[14],[15]
- What Alice Forgot, écrit par Shauna Cross et Liane Moriarty, avec Jennifer Aniston[16],[17],[18]
- Untitled Aniston/Goodhart Comedy Project, réalisé et écrit par Sophie Goodhart, avec Jennifer Aniston[19],[20]
- Counter Clockwise, écrit par Paul Bernbaum, avec Jennifer Aniston[21],[22]
- Holler, écrit et réalisé par Dana Adam Shapiro[23],[24]
- Pumas, réalisé par Wayne Mc Clammy, écrit par Melissa Stack[25],[26]

## Television
- 2011 : Un combat, cinq destins de Jennifer Aniston, Patty Jenkins, Alicia Keys, Demi Moore et Penelope Spheeris[27]
- 2013 : Call Me Crazy: A Five Film de Laura Dern, Bryce Dallas Howard, Bonnie Hunt, Ashley Judd et Sharon Maguire[28]
- 2019- : The Morning Show de Mimi Leder et Kerry Ehrin avec Jennifer Aniston, Reese Witherspoon et Steve Carell[29]

### En développement
- Hail Mary, réalisé par Michelle MacLaren, avec Jennifer Aniston[30],[31],[32]